# Gualán

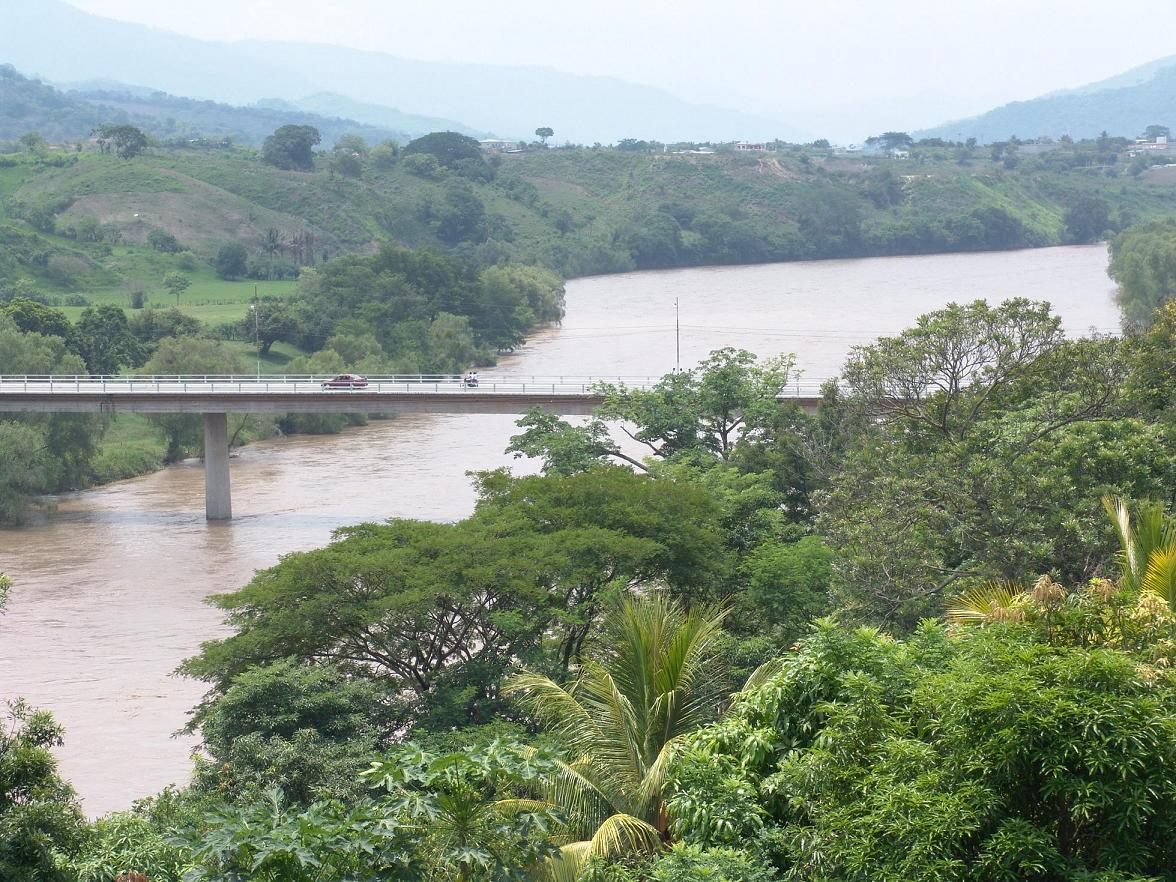
Ponte sobre o Rio Motagua, estabelecendo a ligação entre Gualán e a vila de Mayuelas, em Zacapa, Guatemala

Gualán é uma cidade da Guatemala do departamento de Zacapa.